# Weka
Weka (z angl. Waikato Environment for Knowledge Analysis, waikatské prostředí pro analýzu znalostí) je populární balík programů strojového učení napsaný v Javě, vyvinutý na University of Waikato, Nový Zéland. Weka je svobodný software dostupný podle GNU General Public License.

## Popis
Weka obsahuje sbírku nástrojů pro vizualizaci, datovou analýzu a prediktivní modelování.

## ARFF soubory
Attribute Relationship File Format (ARFF) je textový formát pro datové soubory. Na začátku obsahuje popis atributů, potom jednotlivá data.

## Historie
Vývoj od r. 1993, reimplementace v Javě r. 1997, dnes na Sourceforge.net